# Pablo Sáinz Villegas
Pablo Sáinz Villegas (Logroño, 16 de junio de 1977) es un guitarrista clásico español.

## Vida
Villegas nació en 1977 en La Rioja. se trasladó a la ciudad de Nueva York. Recibió educación musical en el Conservatorio Profesional de Música de La Rioja entre 1993 y 1995 con los profesores Julián Aliende, Miguel Ubis González, Paulino García Blanco. Completó su formación Real Conservatorio Superior de Música de Madrid de 1995 a 1997 con José Luis Rodrigo Bravo. Entre 1997 y 2001 estudió en la Escuela Superior de Música Franz Liszt Weimar en Alemania con Thomas Müller-Pering obteniendo el Konzertdiplom - Gitarre. Entre 2002 y 2007 se formó en Escuela de Música de Manhattan en Nueva York con David Starobin y obtuvo el título Postgraduate Diploma, Professional Studies y Artist Diploma.

## Carrera
Debutó con la Orquesta Filarmónica de Nueva York bajo la batuta de Rafael Frühbeck de Burgos en el Avery Fisher Hall del Lincoln Center. Desde su debut ha tocado en más de 40 países y con orquestas como la Orquesta Nacional de España, la Orquesta Sinfónica de RTVE, la Orquesta Filarmónica de Israel, la Orquesta Filarmónica de Los Ángeles, la Orquesta Sinfónica de San Francisco y la Orquesta Sinfónica de Boston convirtiéndole así en un referente de la guitarra sinfónica actual.
Ha sido aclamado por la prensa internacional como el sucesor de Andrés Segovia y un embajador de la cultura española en el mundo, además de ser oficialmente embajador turístico de La Rioja.  Plácido Domingo le ha descrito como “El maestro de la guitarra española” Ha grabado con él un disco a dúo y ha participado en el homenaje celebrado en su honor en el estadio Santiago Bernabéu de Madrid para más de 85.000 personas y en un concierto sobre un escenario flotante en el río Amazonas televisado para millones de espectadores en el mundo. Su “…virtuosa y conmovedora interpretación de una exuberancia irresistible” (The New York Times) lo hacen uno de los solistas más solicitados por directores, orquestas y festivales de prestigio. Ha tocado en giras internacionales con orquestas como la Amsterdam Sinfonietta, la Orquesta Nacional de España o la Orquesta Sinfónica de Nueva Zelanda y en conciertos multitudinarios en el para más de 11.000 personas y en la Praça do Comércio de Lisboa con la Orquesta Gulbenkian. Ha tocado en históricas salas como el Carnegie Hall en Nueva York, la Filarmónica de Berlín, Tchaikovsky Concert Hall en Moscú, el Musikverein en Viena o el Centro Nacional de las Artes de Beijing. El éxito de sus actuaciones se traduce en repetidas invitaciones de directores como Miguel Harth-Bedoya, Carlos Kalmar, Juanjo Mena y Alondra de la Parra. Habitual intérprete en conciertos de representación institucional y empresarial, ha tenido el privilegio de tocar en diferentes ocasiones ante miembros de la familia real española así como ante otros jefes de Estado y líderes internacionales como el Dalái lama.
Ha grabado con la Orquesta Nacional de España bajo la batuta de Juanjo Mena los tres conciertos para guitarra y orquesta de Joaquín Rodrigo incluyendo el popular Concierto de Aranjuez. Asimismo, ha grabado para el sello discográfico Harmonia Mundi el álbum Americano que es un viaje a través de la riqueza musical del continente americano. Es artista exclusivo de Sony Classical.
Incansable impulsor del desarrollo del repertorio de la guitarra clásica española, ha realizado numerosos estrenos mundiales entre los que se encuentra la primera obra escrita para guitarra del compositor de bandas sonoras y ganador de cinco premios Oscar, John Williams así como de los compositores Tomás Marco, David del Puerto y Sergio Assad. 
Artista comprometido socialmente con el mundo actual, fundó en 2006 el proyecto filantrópico El legado de la música sin fronteras, cuya misión es acercar la música a las personas como medio para humanizar su entorno y promover el entendimiento entre las diferentes culturas. Gracias a este proyecto ha compartido su música con más de 32.000 niños y jóvenes en España, México y Estados Unidos.
“La música es el lenguaje de las emociones, un viaje a la parte más íntima de nuestra sensibilidad y una herramienta ideal para humanizar este mundo. Es entre nota y nota donde encuentro la magia en la música y a través de ella me siento afortunado de tener la oportunidad de inspirar.”

## Premios y reconocimientos
Ha sido galardonado con más de treinta premios internacionales entre los que cabe destacar el Andrés Segovia, el Francisco Tárrega y el Christopher Parkening. Asimismo, se le ha otorgado el Galardón a las Artes Riojanas y el Premio El Ojo Crítico de Radio Nacional de España siendo ésta la primera vez que dicha distinción se concede a un guitarrista.
- En 1993 recibió el premio extraordinario fin de grado en el Conservatorio Profesional de Música de La Rioja.
- En 1997 obtuvo el premio extraordinario fin de carrera en el Real Conservatorio Superior de Música de Madrid.
- En 2007 ganó el Premio Andrés Segovia / Rose Agustine otorgado por la Escuela de Música de Manhattan de Nueva York.

## Estrenos mundiales
Conciertos con orquesta
- Carlos Blanco Ruiz: Sinestesias. Orquesta Sinfónica de La Rioja, director: J. L. Barrio. Haro, 13 de octubre de 2013.
- Tomás Marco: Concierto de Córdoba. Festival de Córdoba, Orquesta Sinfónica de Córdoba, director: José Luis Temes. Córdoba, España. 3 de julio de 2012.
- Lorenzo Palomo: Fulgores. Doble concierto para guitarra y violín. Orquesta Sinfónica de Valencia, director: Rafael Frühbeck de Burgos, violín: Alexander Da Costa. Valencia, 2 de diciembre de 2011.
- Jacobo Durán-Loriga: Marsias y Apolo. Doble concierto para guitarra y clarinete. Proyecto Gerhard. director: José Luis Temes, clarinete: Salvador Salvador. Auditorio Nacional de Madrid, 25 de febrero de 1999.

Solo guitarra
- Pedro Da Silva: Sunset – West. Finca Festival, Gran Canaria, 9 de julio de 2013.
- Jesús Torres: Ausencias. Sídney, 27 de october 2003.
- María Dolores Malumbres: Burbujas. Festival de Peralada, julio de 1998.